# Gollum suluensis
Gollum suluensis ist eine kleine Haiart aus der Gattung Gollum innerhalb der nur aus vier Arten bestehenden Familie Pseudotriakidae. Die Art wurde erst 2011 anhand von sieben Typusexemplaren beschrieben, die auf dem Fischmarkt von Puerto Princesa, der Hauptstadt der philippinischen Provinz Palawan, erworben wurden. Die Exemplare stammen aus der westlichen Sulusee und wurden über dem Inselschelf in einer Tiefe von etwa 730 Meter gefangen.

## Merkmale
Das größte bekannte Exemplar von Gollum suluensis ist 58,5 Zentimeter lang. Gollum suluensis unterscheidet sich von Gollum attenuatus, der zweiten Art der Gattung, durch seine dunklere, schlichtere und weniger kontrastreiche Färbung, den weicheren Körper, den breiteren, glockenförmigen Schädel, die kürzere und breitere Schnauze, die größeren Nasenöffnungen, das weitere Maul, den größeren Augenabstand, das kleinere Spritzloch und die größeren Brustflossen. Der Augendurchmesser ist 1,4 bis 1,5 mal größer als der Nasendurchmesser und 4,8 mal größer als der Durchmesser des Spritzlochs. Die Kopfbreite beträgt 12 bis 14 % der Standardlänge. Die Hinterränder der beiden Rückenflossen sind nicht deutlich konkav, die Spitzen der Rückenflossen sowie der Unterrand der Schwanzflosse sind dunkel. Die Wirbelzahl liegt bei 151 bis 154.